# Glória Pires
Glória Maria Cláudia Pires de Moraes (phát âm tiếng Bồ Đào Nha: [ˈɡlɔɾjɐ mɐˈɾi.ɐ ˈklawdʒɐ ˈpiɾiʒ dʒi moˈɾajʃ]); sinh ngày 23 tháng 8 năm 1963) là một nữ diễn viên người Brazil. Cô được biết đến với vai diễn trong Rede Globo telenovelas như Dancin 'Days, Cabocla, Vale Tudo, Mulheres de Areia và O Rei do Gado. Cô cũng được biết đến với vai diễn trong các bộ phim như O Quatrilho, bộ phim được đề cử giải Oscar, Se Eu Fosse Você và phần tiếp theo của nó, và Lula, Son of Brazil là một bộ phim gần đây, bộ phim Brazil đắt vé thứ hai mọi thời đại, sau Nosso Lar.
Năm 2013, cô đóng vai chính trong bộ phim "Reaching for the Moon" cùng với Miranda Otto, được sản xuất bởi đạo diễn Bruno Barreto.
Năm 2013, cô cũng được Forbes Brazil vinh danh là một trong những người có ảnh hưởng nhất của Brazil, được xếp ở vị trí thứ 28 trong số 30 người được liệt kê trong danh sách chọn lọc.

## Tiểu sử
Pires được sinh ra vào ngày 23 tháng 8 năm 1963 tại Rio de Janeiro. Cô là con gái của nhà sản xuất Elza Pires và nam diễn viên Antônio Carlos Pires. Cô có một em gái tên là Linda Pires, một nhà trị liệu.

## Đời tư
Trong những năm 1970, Glória hẹn hò với con trai của Chico Anysio là Nizo Neto. Từ 1979 đến 1983, cô kết hôn với ca sĩ và diễn viên Fábio Júnior, cha của cô con gái lớn nhất của cô, Cléo Pires (sinh ngày 2 tháng 10 năm 1982), cũng là một diễn viên. Cô đã kết hôn với ca sĩ Orlando Moraes từ tháng 4 năm 1988, người mà cô đã có cùng đứa con Antônia (sinh ngày 7 tháng 8 năm 1992), Ana (sinh ngày 10 tháng 7 năm 2000) và Bento (sinh ngày 4 tháng 10 năm 2004).